# Пасош Придњестровља
Пасош Придњестровља или Транснистрије, је јавна путна исправа која се држављанину међународно непризнате републике Придњестровље, издаје за путовање и боравак у иностранству, као и за повратак у земљу.
За време боравка у иностранству, путна исправа служи њеном имаоцу за доказивање идентитета и као доказ о држављанству Придњестровља.
Пасош Придњестровља се издаје за неограничен број путовања.
Будући да је мали број држава признало Придњестровље као независну и самосталну државу њени грађани у већини случајева не могу да користе јужносетијски пасош за путовање.
Многи су тај проблем заобишли користећи пасош Руске Федерације, Украјине или Молдавије.

## Језици
Пасош је исписан руским језиком као и личне информације носиоца.

### Страница са идентификационим подацима
- Тип ('' за пасош)
- Код државе
- Серијски број пасоша
- Презиме и име носиоца пасоша
- Држављанство
- Датум рођења (ДД. ММ. ГГГГ)
- Пол ( за мушкарце или Ž / F за жене)
- Место и држава рођења
- Пребивалиште
- Издат од (назив полицијске управе која је издала документ)
- Датум издавања (ДД. ММ. ГГГГ)
- Датум истека (ДД. ММ. ГГГГ)
- Потпис и фотографију носиоца пасоша